# Springbok
Springbok (gegründet als Springbokfontein) ist das Versorgungszentrum des Namaqualandes in der Gemeinde Nama Khoi, Distrikt Namakwa, Provinz Nordkap in Südafrika. Springbok ist Distrikthauptstadt von Namakwa. Ihren Namen erhielt die Stadt nach den großen Springbockherden, die im 19. Jahrhundert diese Gegend durchstreiften, bis diese dann von den Siedlern fast ausgerottet wurden. 2011 hatte die Stadt 12.790 Einwohner.

## Lage
Die Stadt liegt verteilt auf mehreren Hügeln, direkt an der Nationalstraße N7, die Kapstadt (550 Kilometer südlich) und Namibias Hauptstadt Windhoek (900 Kilometer nördlich) miteinander verbindet. Der Grenzübergang am Oranje befindet sich bei Vioolsdrif auf südafrikanischer und Noordoewer auf namibischer Seite, 120 Kilometer nördlich von Springbok.

## Geschichte

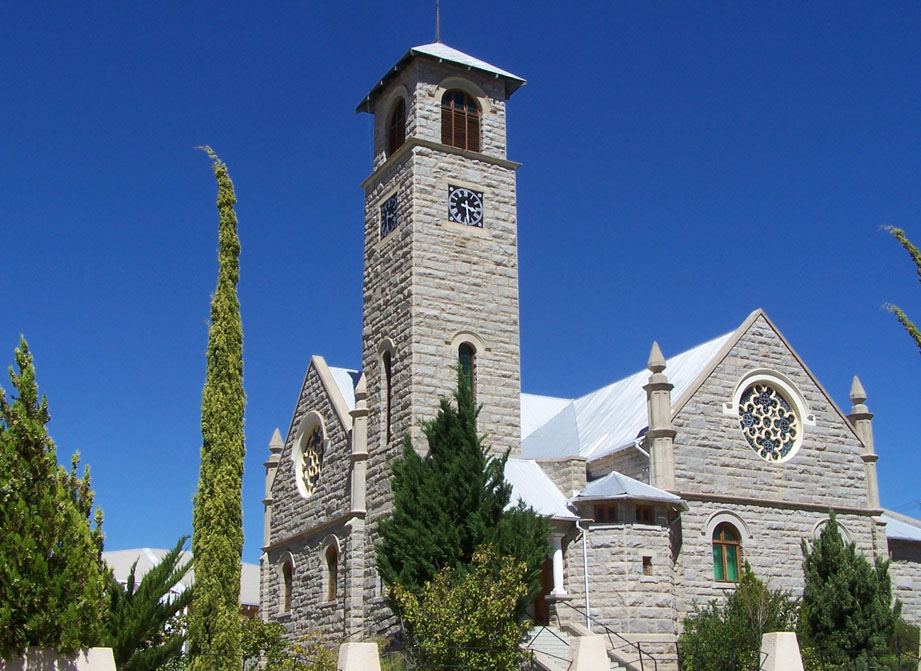
Niederländisch-reformierte Kirche in Springbok

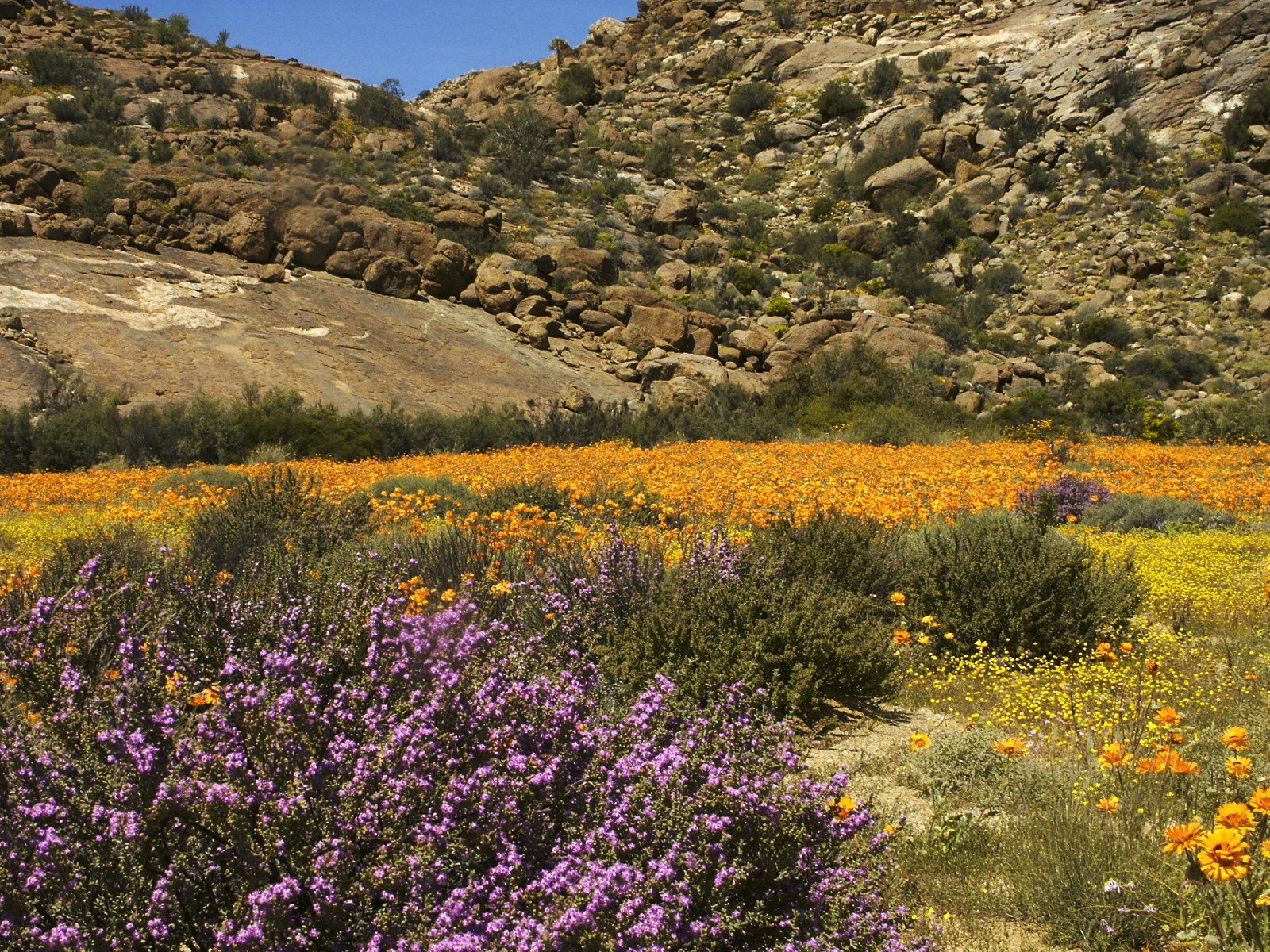
Wüstenblüte

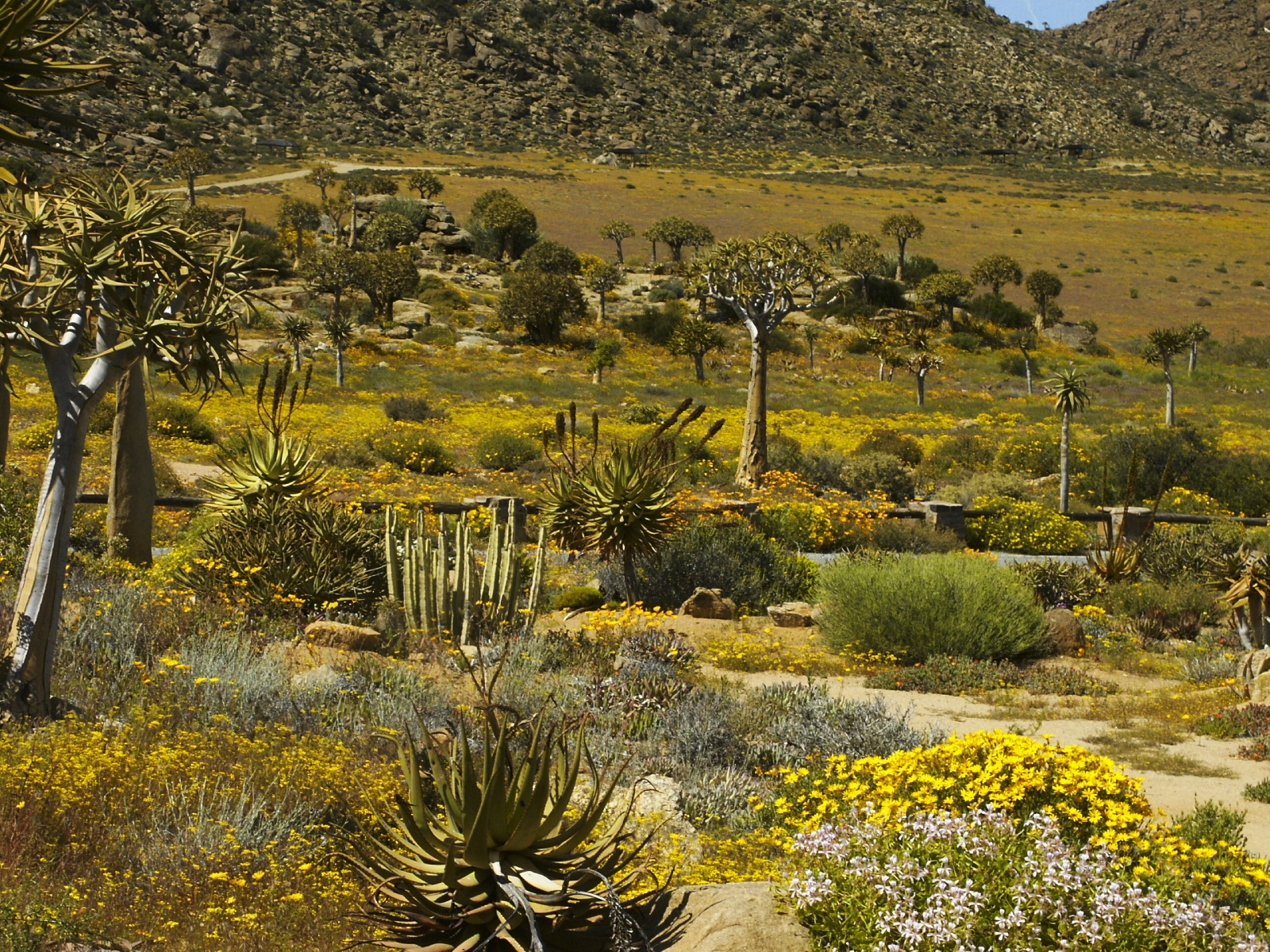
Goegap

Geprägt ist die Geschichte der Stadt vom Bergbau. Die erste Expedition von Europäern in diesem Teil der Kapkolonie wurde 1685 durch Simon van der Stel geleitet, erster Gouverneur der Kapkolonie. Er hatte Berichte über die reichen Kupfervorkommen in dieser Gegend gehört, ebenfalls die Legenden um das sagenumwobene Reiches von Munhumutapa, „irgendwo im Norden“.
Van der Stel kampierte fünf Kilometer östlich der heutigen Stadt Springbok, an einem Punkt, wo er drei Versuchsbohrungen vornahm. Die größte der Bohrwellen, auf der er seine Initialen hinterließ, ist zu einem nationalen Denkmal erklärt worden und eine touristische Attraktion. Van Der Stel schickte Kundschafter zur westlich gelegenen Atlantikküste, um nach einem geeigneten Hafen für die Schiffe zu suchen, die später das Kupfer abtransportieren sollten. Er erhielt jedoch nur Berichte, dass die Küstenlinie so glatt und flach war, dass es keine verwendbaren Buchten oder Zugänge gab.
Die erste große Kupfermine nahm 1852 den Betrieb auf. Die Besitzer der Farm Melkboschkuil, die Familie Cloete, verkaufte das Land an die Betreiber Philips & King. Die Stadtgründung unter dem Namen Springbokfontein (deutsch: „Springbockquelle“) erfolgte 1862. Um 1880 wurden reiche Kupfervorkommen weiter nördlich bei Okiep entdeckt, dank der ganzjährig Trinkwasser liefernden Quelle wurde Springbok das Zentrum für die Versorgung der Minenarbeiter in der gesamten Region.

## Klima
In Springbok fällt das ganze Jahr über mit unter 25 mm pro Monat nur sehr wenig Niederschlag. In den Monaten Dezember bis März werden mit über 30 °C die höchsten mittleren Maximalwerte erreicht, die Tiefsttemperaturen liegen dann noch bei über 15 °C. Kühler ist es während der Monate Juni bis August: Die Tagesthöchstwerte liegen dann im Mittel bei knapp unter 20 °C, die mittleren Tagestiefstwerte liegen bei etwa 6 °C bis 7 °C.

## Tourismus
In Springbok gibt es Unterkünfte in allen Preisklassen. Während der Wüstenblüte, im August/September, sind die Unterkünfte jedoch meist lange vorher ausgebucht.

## Sehenswürdigkeiten
- Goegap Nature Reserve, Naturschutzgebiet, etwa 15 Kilometer östlich der Stadt in Richtung Flughafen gelegen.
- Namaqua-Nationalpark, bei Kamieskroon, rund 50 Kilometer südlich von Springbok. Teil des Nationalparks ist die bei Blumenliebhabern bekannte frühere Skilpad Wild Flower Reserve.

## Söhne und Töchter der Stadt
- Esther Brand (1922–2015), Leichtathletin